# Lâu đài Niesytno

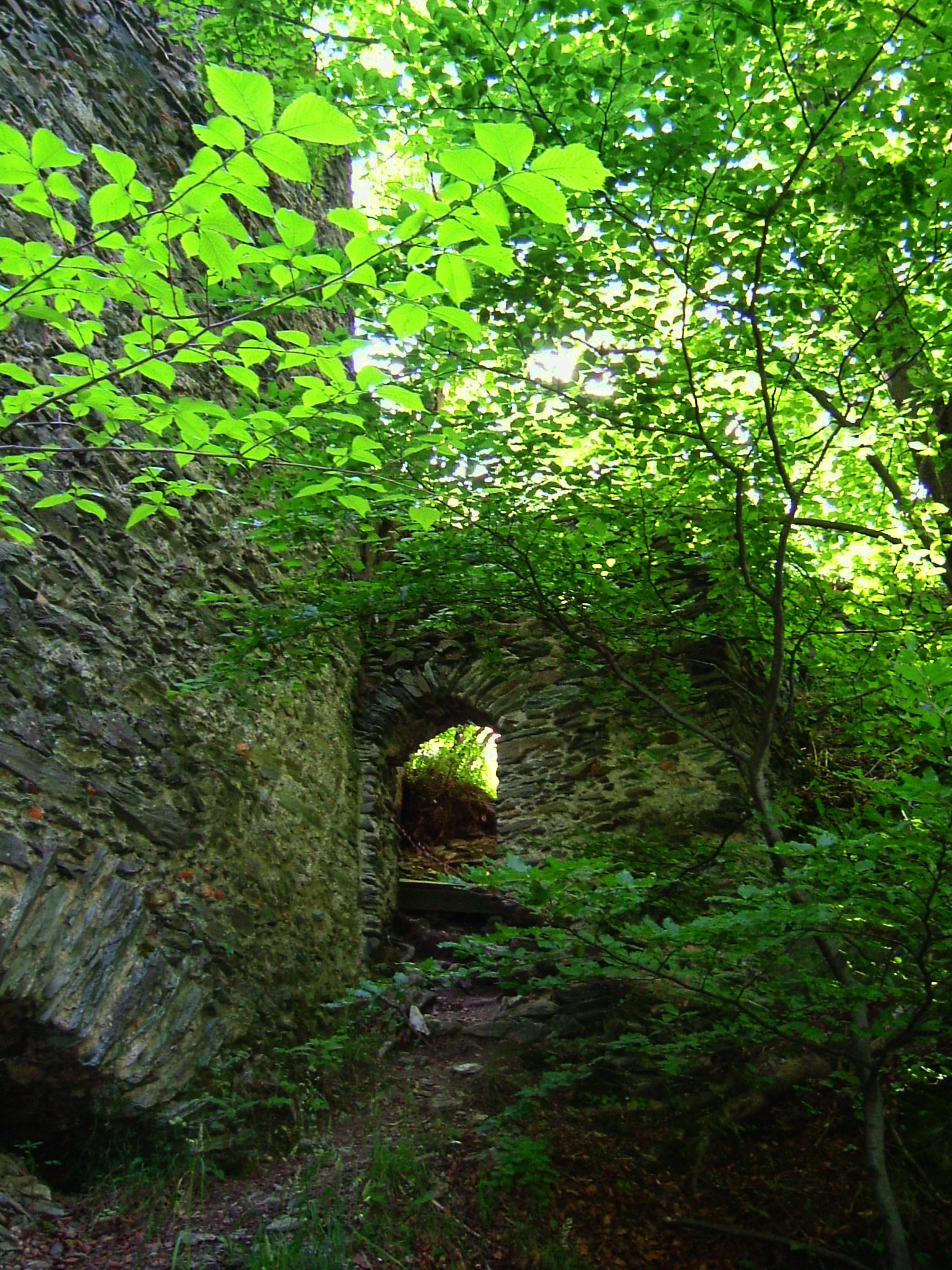
Đoạn đường đến tòa tháp của lâu đài

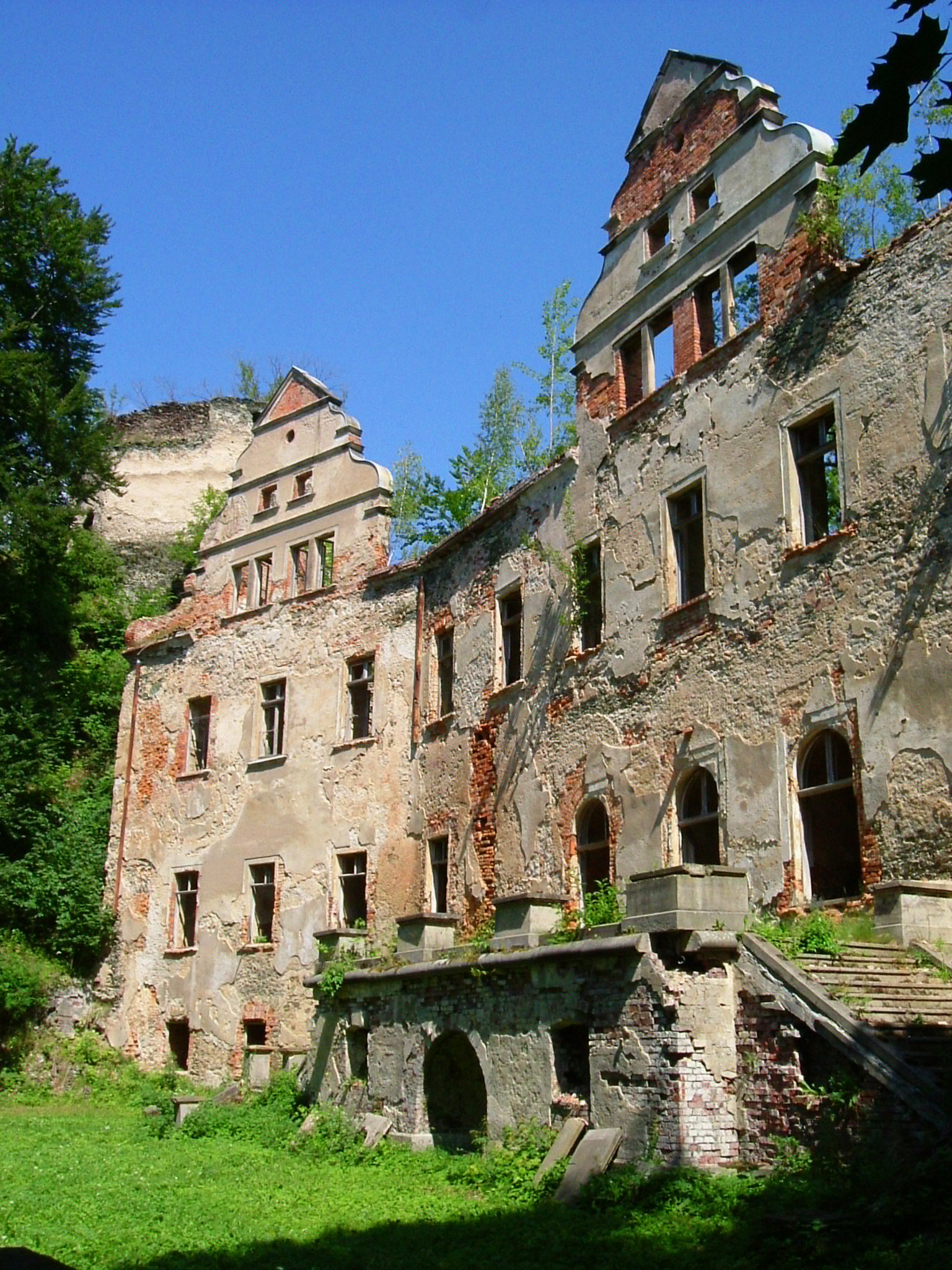
Mặt tiền cung điện Płonina

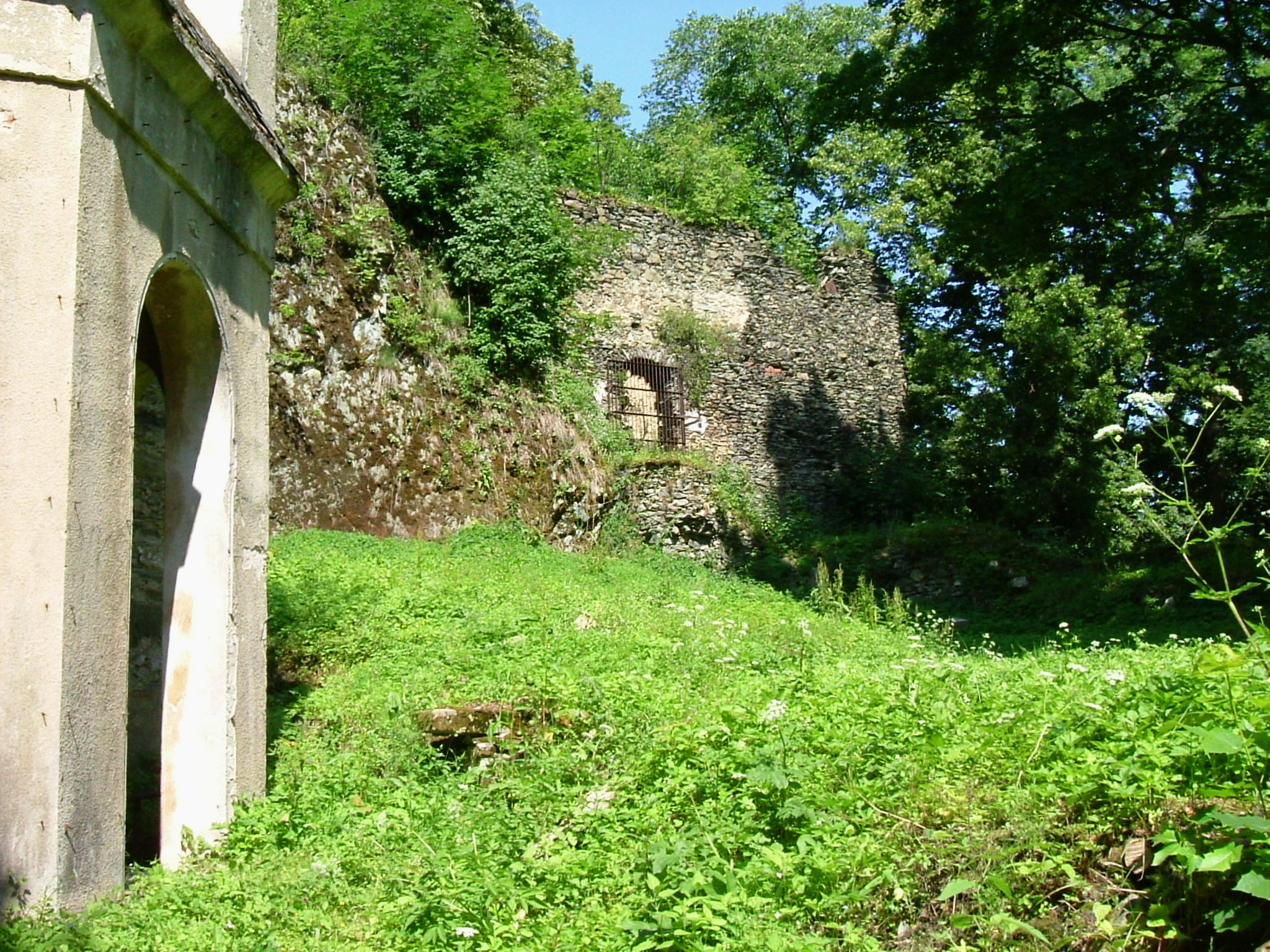
Sân và tường của lâu đài

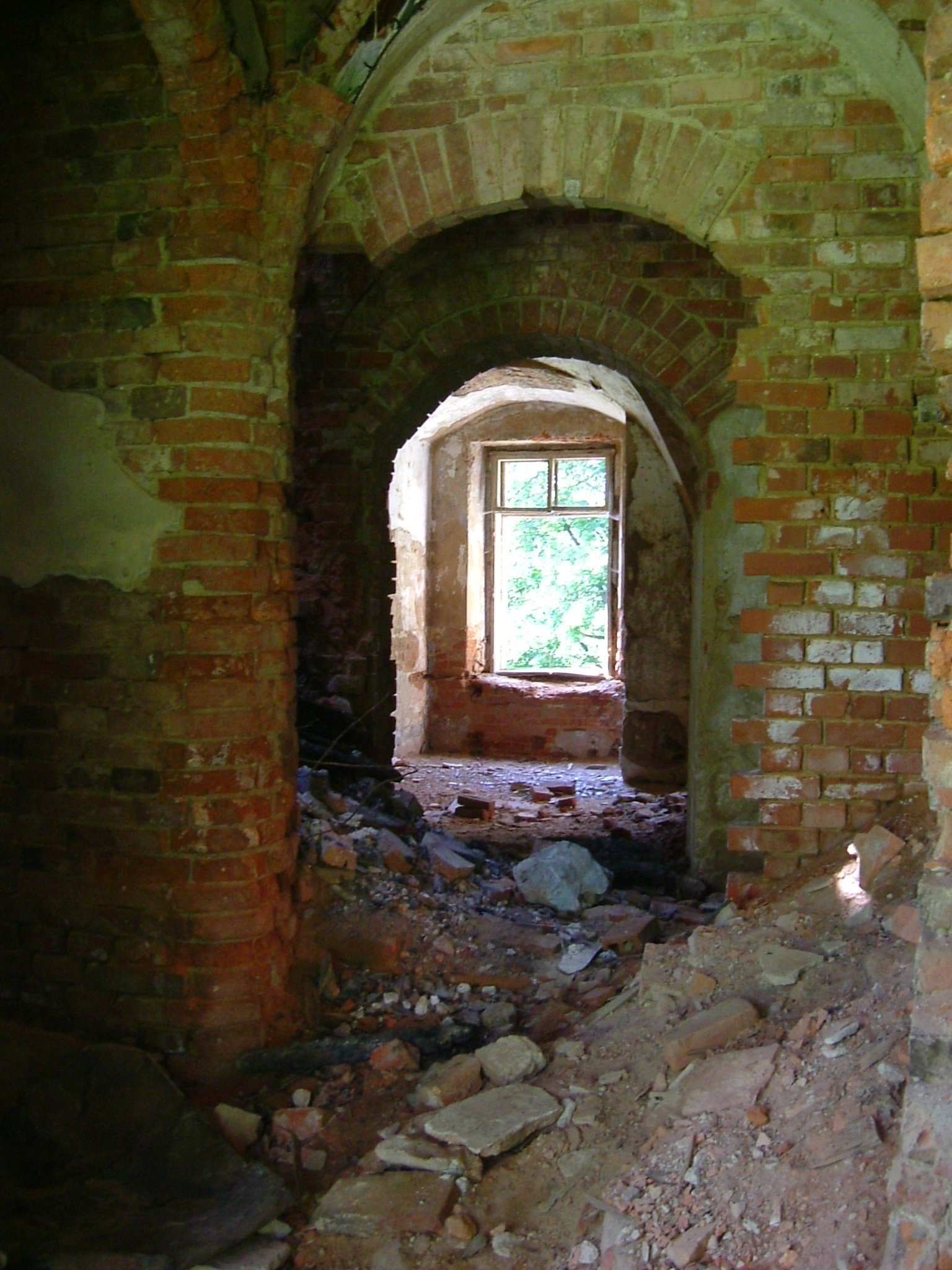
Hiện trạng của các phòng bên trong cung điện

Lâu đài Niesytno (tiếng Ba Lan: Zamek Niesytno) là một lâu đài ở phía tây nam Ba Lan, gần làng Płonina (tên tiếng Đức: Nimmersath), nằm ở phía tây Bolków. Khi lâu đài đã biến thành đống đổ nát, Schloss Wilhelmsburg (sau khi đổi tên Ba Lan gọi là Cung điện Płonina) được xây dựng tại cùng địa điểm, mặc dù nơi này vẫn thường được gọi là Lâu đài Niesytno. Nó đã mục nát trong những năm qua, và chỉ còn lại tàn tích của nó. Nó nằm trong tay tư nhân và đóng cửa cho công chúng, nhưng nằm dọc theo tuyến đường lâu đài Piastowskich (Szlak Zamków Piastowskich).

## Lịch sử
Lần đầu tiên đề cập đến Lâu đài Niesytno / Lâu đài Nimmersath có từ thế kỷ XIII, nhưng người ta không biết nó được xây dựng bởi ai. Truyền thuyết kể về sự chiếm đóng của Hussite và lính đánh thuê, và do đó, nó cũng được đặt tên là Zakątek Strachu hoặc Angstwinkel (tiếng Ba Lan và tiếng Đức là "góc sợ hãi"). Từ nửa sau của thế kỷ XV cho đến thế kỷ XVII, lâu đài đã có dòng dõi "von Zedlitz". Nó đã từng là một cấu trúc phòng thủ quân sự vài lần. Sau đó, lâu đài trở thành cung điện phục hưng.
Lâu đài Nimmersath lần đầu tiên được đề cập trong một bức thư của Đức Tổng Giám mục Breslau Giám mục Konrad von Oels gửi đến Đại Sư của Dòng Teutonic vào năm 1432. Ông thông báo với Grand Master rằng lâu đài là tài sản của Hayn ở Czirn (Tschirn) và căn cứ của phiến quân Hussitic.
Trong Chiến tranh thế giới thứ II, những người lính không quân Đức (luftwaffe) cư trú trong cung điện, chuẩn bị cho trận chiến ở mặt trận phía đông. Các kháng chiến đã sử dụng cung điện như nhà trong mùa hè. Từ lúc đó nó dần biến thành đống đổ nát.
Sau sự sáp nhập Lower Silesia vào Ba Lan, tàn tích lâu đài thuộc sở hữu của nhà sản xuất ô tô "Fabryka Samochodów Ciężarowych" từ Lublin. Một số lần sửa chữa đã được thực hiện tại thời điểm đó, mặc dù dân số lân cận đã đánh cắp vật liệu xây dựng từng chút một. Cung điện bị phong hóa cho đến năm 1990.
Vào ngày 2 tháng 7 năm 1990, trong khi thuộc về Elizabeth Zawadzkie-Malickiej từ năm 1984, nó đã bị thiêu rụi do đốt phá, phá hủy cung điện. Tình trạng hiện tại của các tòa nhà mang lại thiệt hại thậm chí nhiều hơn. Các bộ phận của bức tường gạch vẫn còn sau vụ cháy.

## Hiện tại
Các tòa nhà không mở cửa cho công chúng, nhưng có thể đi bộ xung quanh và có một cái nhìn thoáng qua về những gì còn lại của các tòa nhà. Lâu đài nằm trên một ngọn đồi được bao quanh bởi rừng và phần còn lại của tòa tháp của lâu đài có thể nhìn thấy từ xa. Hầu hết các phần khác của di tích được ẩn đằng sau cây. Một số hang động có thể được tìm thấy xung quanh các tàn tích, mà trước đây có lẽ là tầng hầm và các phòng với mục đích khác. Hiện tại, lâu đài đang được xây dựng lại.